# Ильина Гора (Вологодская область)
Ильина Гора — деревня в Череповецком районе Вологодской области.
Входит в состав Воскресенского сельского поселения, с точки зрения административно-территориального деления — в Аннинский сельсовет.
Расстояние до районного центра Череповца по автодороге — 71 км, до центра муниципального образования Воскресенского по прямой — 21 км. Ближайшие населённые пункты — Гришутино, Поповское, Трофимово.
По переписи 2002 года население — 17 человек.